# Echinophyllia maxima
Echinophyllia maxima är en korallart som beskrevs av Karl von Moll och George Newton Best 1984. Echinophyllia maxima ingår i släktet Echinophyllia och familjen Pectiniidae. Inga underarter finns listade i Catalogue of Life.